# Echo Kellum

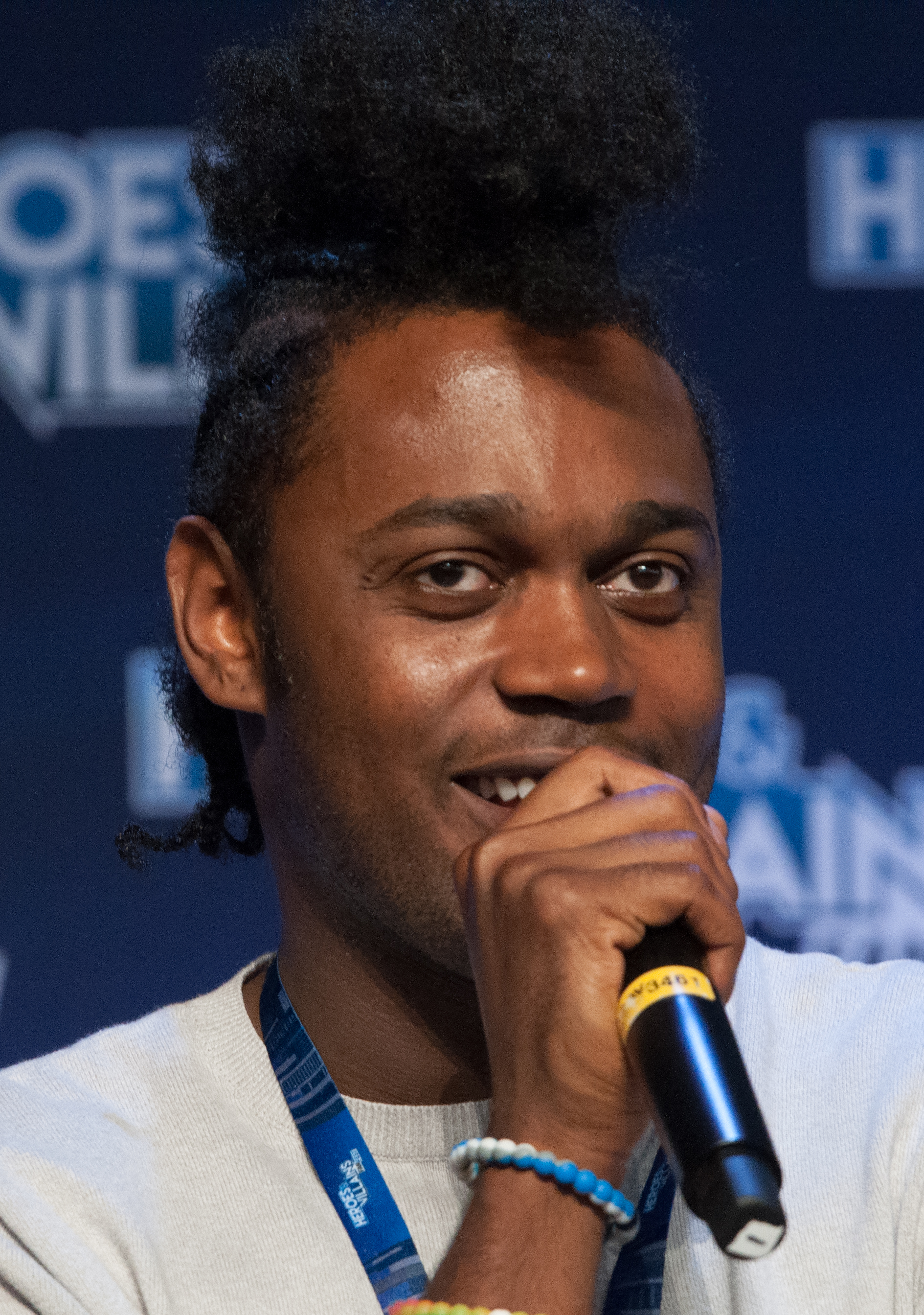
Kellum (2016)

Echo Kellum (* 29. August 1982 in Chicago) ist ein US-amerikanischer Schauspieler, der vor allem durch seine Rolle des Curtis Holt ab Staffel 4 der US-amerikanischen Fernsehserie Arrow bekannt ist. Zudem spielte er Hauptrollen in der FOX-Comedyserie Ben & Kate sowie der NBC-Sitcom Sean Saves the World.

## Leben
Kellum wuchs in seiner Geburtsstadt Chicago auf. Ende 2009 zog er dann nach Los Angeles. Er trat im The Groundlings, iO West und Upright Citizens Brigade auf, allesamt Theater, die für Improvisations- und Sketchcomedys bekannt sind und bereits die Bühne für bekannte Komiker wie Amy Poehler, Jack Black, Melissa McCarthy oder Will Forte waren.
Ab 2011 war Echo Kellums erstmals im Fernsehen zu sehen, bevor 2012 seine erste größere Rolle als Tommy in Ben & Kate folgte. Nach dem Ende der kurzlebigen Sitcom folgten einige Nebenrollen in Film und Fernsehen, bevor er an der Seite von Sean Hayes in Sean Saves the World die Hauptrolle des Hunter übernahm. Seit 2015 ist Echo Kellum in Arrow als Curtis Holt zu sehen.
Kellum ist außerdem als Musiker tätig.

## Filmografie (Auswahl)
- 2012–2013: Comedy Bang! Bang! (Fernsehserie, 3 Folgen)
- 2012–2013: Ben and Kate (Fernsehserie, 16 Folgen)
- 2012–2013: Hot in Cleveland (Fernsehserie, 2 Folgen)
- 2013: The Gates (Fernsehfilm)
- 2013: NTSF:SD:SUV (Fernsehserie, 2 Folgen)
- 2013: Key and Peele (Fernsehserie, eine Folge)
- 2013–2014: Sean Saves the World (Fernsehserie, 15 Folgen)
- seit 2013: Rick and Morty (Fernsehserie, Stimme)
- 2014: Two to Go (Fernsehfilm)
- 2015: A to Z (Fernsehserie, 2 Folgen)
- 2015: Drunk History (Fernsehserie, eine Folge)
- 2015: The League (Fernsehserie, eine Folge)
- 2015: You’re the Worst (Fernsehserie, 4 Folgen)
- 2015–2020: Arrow (Fernsehserie, 6 Folgen)
- 2015–2016: Schwein Ziege Banane Grille (Pig Goat Banana Cricket, Fernsehserie, 3 Folgen, Stimme)
- 2016: Kill the King (Shangri-La Suite)
- 2017: Girlfriend’s Day
- 2017: Legends of Tomorrow (DC’s Legends of Tomorrow, Fernsehserie, 2 Folgen)
- 2022: The Old Man (Fernsehserie, 5 Folgen)
- 2023: Are You There God? It’s Me, Margaret.